# Качинское высшее военное авиационное училище лётчиков
Качинское высшее военное авиационное ордена Ленина Краснознамённое училище лётчиков имени А. Ф. Мясникова — военное лётное училище, бывшее одним из ведущих поставщиков военных лётчиков для воздушного флота Российской Империи, ВВС СССР и РФ с 1910 по 1998 год.

## История
В период Русско-японской войны был создан так называемый Комитет по усилению флота на добровольные пожертвования, построивший к концу 1909 года двадцать боевых кораблей и располагавший ещё суммой 900 тыс. рублей. 30 января 1910 года общее собрание Комитета решило направить свой денежный фонд на развитие военной авиации как в морском, так и в военном ведомстве. Для координации действий в этом направлении Комитетом 6 января 1910 года был организован Отдел воздушного флота (ОВФ). В начале марта ОВФ откомандировал во Францию группу офицеров для обучения лётному делу и группу военнослужащих нижних чинов для изучения моторов. Также было решено заказать во Франции одиннадцать аэропланов различных типов. Для обучения лётному делу ОВФ предполагал создать в Гатчине на военном аэродроме Офицерской воздухоплавательной школы Офицерскую школу авиации, но поздняя присылка заказанных аэропланов, а также климатические условия и невозможность проводить занятия в зимний период стали причиной поиска места на юге России. Выбор пал на Севастополь с его близостью к военно-морской базе и её мастерским.

### Севастопольская офицерская школа
Офицерская школа авиации Отдела воздушного флота была открыта 8 (21) ноября 1910 года на Куликовом поле под Севастополем. Содействующий её созданию великий князь Александр Михайлович, шеф Российского императорского военно-воздушного флота, пригласил для работы в школе в качестве одного из инструкторов первого русского авиатора М. Н. Ефимова. После торжественной церемонии открытия школы Ефимов обратил внимание великого князя на недостаточные размеры и другие неудобства аэродрома, и через полтора года школа была перебазирована на новое место — за долину реки Качи. 

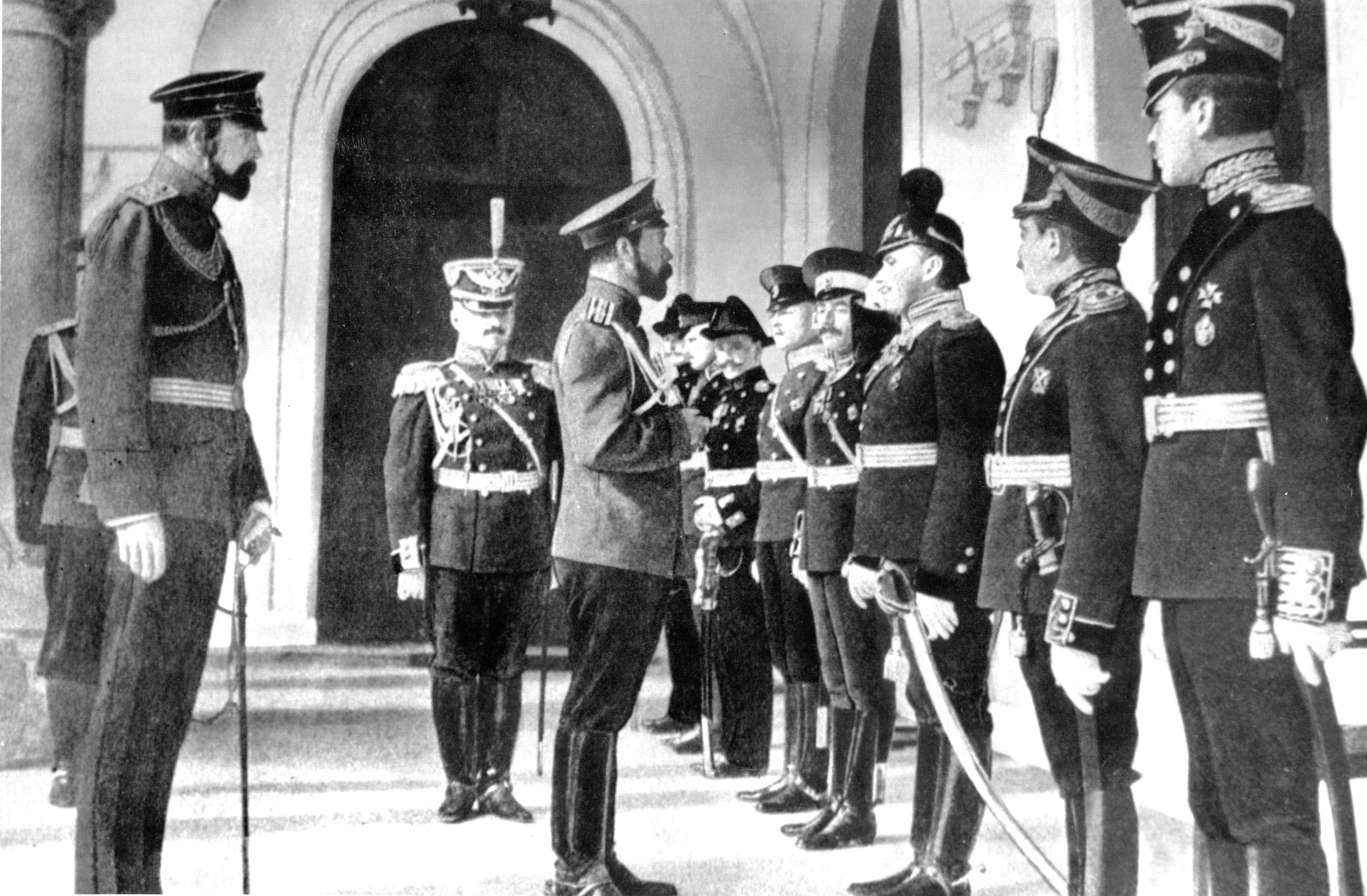
Приём Николаем II лётчиков 1-го выпуска Офицерской школы авиации. Крым, Ливадия. 26 октября 1911 года

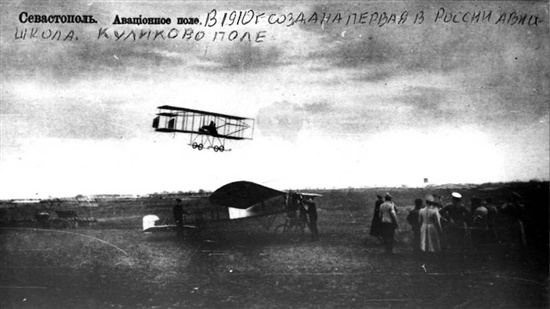
Первые полёты Офицерской школы авиации

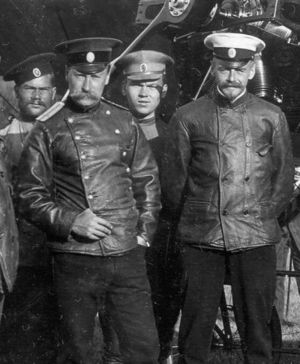
Начальник Офицерской школы авиации в 1914—1915 годах капитан 2-го ранга барон Г. О. Буксгевден (справа)

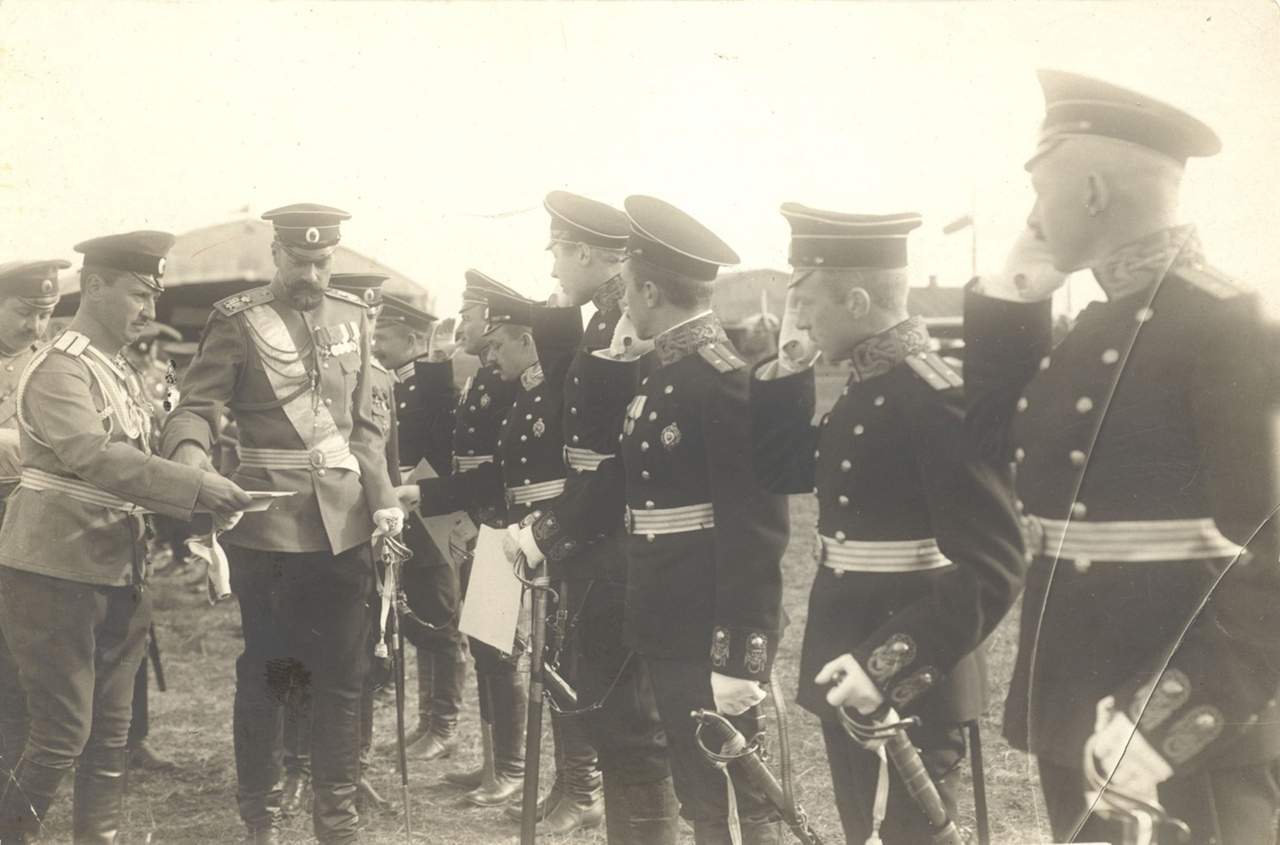
Раздача великим князем Александром Михайловичем аттестатов об окончании Офицерской школы авиации офицерам ЧФ. Кача, 8 ноября 1912 года. Подпоручик Жуков, лейтенант Н. Р. Вирен, поручик Михайлов, мичманы В. В. Утгоф, В. Р. Качинский,
Р. Ф. Эссен, Е. Е. Коведяев

Первоначально школу временно возглавил начальник Службы связи флота Чёрного моря и председатель Севастопольского аэроклуба капитан 2-го ранга В. Н. Кедрин — он же был в числе обучающихся в составе первого набора. Кедрин стал также председателем совета школы, членами которого были: полковники М. М. Зеленский и С. А. Ульянин, подполковник А. З. Макутин, штабс-капитан Б. В. Матыевич-Мацеевич, лейтенант Г. В. Пиотровский, поручики М. С. Комаров и Е. В. Руднев, гражданский лётчик М. Н. Ефимов и делопроизводитель А. В. Самойлов (Зеленский, Матыевич-Мацеевич, Пиотровский, Комаров, Руднев и Ефимов были руководителями полётов — инструкторами). Началась подготовка лётных кадров как для армии, так и для флота.
Первыми самолётами школы были: 2 биплана Farman IV, 1 биплан «Соммер», 3 моноплана «Блерио» (два из них Blériot XI-2 bis, по другим сведениям — Blériot XI bis) и 2 моноплана фирмы «Антуанет». Летом 1911 года школу посетил председатель Государственной думы А. И. Гучков, после чего правительство выделило школе средства на приобретение земли под будущий аэродром. Был приобретён участок размером 658 десятин (7,1 км²), в 20 верстах севернее Севастополя.
Первый выпуск школы состоялся 26 октября 1911 года в присутствии Николая II. В числе около 30 выпускников значились: капитаны 2-го ранга В. Н. Кедрин и И. Н. Дмитриев, подполковники А. З. Макутин и С. И. Одинцов, старший лейтенант Н. Л. Подгурский, штабс-капитан В. П. Быстрицкий, лейтенанты С. Ф. Дорожинский, В. В. Дыбовский и барон Г. О. Бугсгевден, поручики С. И. Виктор-Берченко, В. Ф. Гельгар, Б. В. Макеев и П. А. Самойлов, корнеты Н. А. Бахмутов и А. А. Ильин.
Летом 1912 года школа переехала на новое место. Здесь был образован лагерь (хутор) Александро-Михайловский, названный так в честь великого князя — основателя школы. В ноябре 1912 года были готовы фундаменты капитальных зданий, возведённых к осени 1913 года. Александро-Михайловский лагерь положил начало будущему посёлку Кача.
В состав обучающихся в школе включались преимущественно лица, состоящие на действительной военной службе, лица, не отбывшие воинскую повинность, не принимались. Принятые давали подписку, что по окончании школы они обязуются подчиняться требованиям воинского учёта. Плата за обучение не взималась и содержание от ОВФ не выдавалось. Обучающиеся имели право выбора аэроплана для учебных полётов. Обучение велось в таком порядке: полёты в качестве пассажира (не менее 12 полётов), самостоятельные полёты для подготовки к предварительному испытанию по правилам международной федерации, упражнения в полётах над аэродромом в одиночку и с пассажирами, полёты на высоту и планирующий спуск, который разрешался обучающемуся только после самостоятельного пребывания в воздухе не менее часа и после осуществления не менее 12 обычных спусков.
До 1917 года школа подготовила 609 военных лётчиков, знания и навыки которых пригодились Российской армии в Первой мировой войне.
После Великой Октябрьской социалистической революции персонал школы, как и все общество России, оказался разделён. Выпускники школы 1910—1917 годов стали воевать друг с другом на фронтах Гражданской войны. Комиссаром революционного Севастопольского совета стал матрос Филипп Задорожный, служивший в Качинской авиашколе, командиром авиации Красного Крыма стал Василий Ремезюк, выпускник школы 1916 года, первый авиатор России Михаил Ефимов стал большевиком и красным военным лётчиком в Севастополе. Огромный авторитет в среде военных лётчиков, возможно, спас жизнь основателю школы великому князю Александру Михайловичу — его и других Романовых, находившихся в Крыму в 1917 году, арестовали и держали в имении Дюльбер, охраной арестованных командовал большевик Задорожный, вступивший в вооружённый конфликт с Ялтинский революционным советом, в котором преобладали анархисты, руководил обороной Дюльбера и не дал расстрелять арестованных.
В дни Гражданской войны авиашкола готовила военных лётчиков для Добровольческой армии Белого движения, воевавшей в Крыму, а после слияния Добровольческой армии с Всевеликим войском Донским — для всего «белого» юга России.

### 1920—1940-е годы
После победы Красной Армии школа продолжила подготовку военных лётчиков как 1-я авиационная школа Красной Армии, в состав которой в 1922 году была влита 1-я Московская школа военных лётчиков Красного Воздушного Флота (бывшая Гатчинская авиашкола, переведенная в дни Гражданской войны в город Зарайск Московской области). Таким образом получилось слияние двух старейших авиашкол России.
В 1938 году школа стала называться Качинская Краснознамённая военная авиационная школа имени Мясникова, название Качинская, бывшее до этого обиходным, стало официальным.
В 1941 году, после начала Великой Отечественной войны и стремительного приближения фронта школа была переведена в город Красный Кут Саратовской области и начала усиленно готовить лётчиков для фронта. Также, филиал школы располагался в поселке Палласовка Сталинградской области, где помимо учебы курсантов, занималась ПВО станции Палласовка.

### Послевоенный период
В 1947—1954 годах училище базировалось в г. Мичуринске Тамбовской области.
В 1954 году училище перебазировано в Сталинград, ему досталась инфраструктура Сталинградского авиаучилища (которое после эвакуации в 1942 году в Кустанай не вернулось в Сталинград, а было перебазировано в Новосибирск в 1946 году), основным аэродромом училища стала Бекетовка, а на оставшейся в Красном Куте лётной инфраструктуре было создано Краснокутское лётное училище гражданской авиации. Кроме Сталинграда отдельные учебные корпусы и аэродромы были созданы по всей области: в Камышине, Котельниково, Морозовске.
В 1990-х годах было принято решение о сокращении количества необходимых стране военных лётчиков, и соответственно, военных лётных училищ. В 1997 году поднимался вопрос, какое училище оставить — Качинское или Армавирское. Было принято решение расформировать Качинское, так как Волгоград значительно больше Армавира, и сокращенному составу училища будет легче найти работу по гражданским специальностям. Качинское лётное училище было расформировано в соответствии с приказом Министра обороны РФ Игоря Сергеева № 397 от 6 ноября 1997 года.
Во время празднования 100-летия российской авиации и Качинского училища в ноябре 2010 года Министр обороны РФ Анатолий Сердюков подписал приказ о присвоении Краснодарскому авиаучилищу имени Качинского, но переименования не произошло.
Часть инфраструктуры училища продолжила служить российской армии: в Волгограде учебные корпуса были отданы 20-й гвардейской мотострелковой Прикарпатско-Берлинской дивизии, здания ШМАС (школа младших авиационных специалистов) в Камышине были отданы 242-му гвардейскому мотострелковому Залещицкому полку, аэродром и учебный полк в городе Котельниково переподчинены Краснодарскому ВВАУЛ, аэродром Бекетовка стал спортивным.

## Начальники
- капитан 2-го ранга В. Н. Кедрин 08.11.1910 — 26.05.1911[3]
- полковник Одинцов, Сергей Иванович 26.05.1911 — 04.09.1912
- полковник Мурузи, Александр Александрович 05.09.1912 — 04.08.1914[13]
- капитан 2-го ранга Буксгевден, Герберт Оттович 1914—1915[14]
- подполковник Стаматьев, Харлампий Фёдорович 1915—1917
- полковник Воротников, Александр Степанович, 04.1921 — 12.1923, Зарайск
- Сергеев, Михаил Михайлович ?
- генерал-лейтенант Иванов, Василий Иванович 19.03.1933 — 27.07.1940
- генерал-майор авиации Туржанский, Александр Александрович с 27.07.1940 — 08.1941
- генерал-лейтенант авиации Денисов, Сергей Прокофьевич 08.1941 — 20.11.1942
- генерал-майор авиации Симоненко, Семён Яковлевич 15.04.1943 — 22.09.1959
- генерал-майор авиации Ерёмин, Борис Николаевич 1952—1957
- генерал-майор авиации Халутин, Александр Иванович 1957—1959
- полковник А. П. Титов 1959—1960
- генерал-майор авиации Мелехин, Борис Дмитриевич 1960—1961
- генерал-майор авиации Новиков, Виктор Иванович 1964—1968
- генерал-майор авиации Малеев, Виктор Александрович 1969—1974
- полковник В. И. Шагов 1974—1976
- генерал-лейтенант авиации Железняк, Иван Иванович 1976—1985
- генерал-майор авиации Шемелин Юрий Филиппович 1985—1990
- генерал-майор авиации Набоков Виталий Николаевич 1990—1998

## Выпускники училища
За советский период училище подготовило 16 574 лётчика, среди которых было 352 Героя Советского Союза, 17 Героев Российской Федерации, 119 заслуженных военных лётчиков СССР и Российской Федерации и заслуженных лётчиков-испытателей СССР и Российской Федерации, 12 маршалов авиации и свыше 200 генералов.

## Наименования
- 1910 — Офицерская школа авиации Отдела воздушного флота[3]
- 1916 — Севастопольская Его Императорского Высочества Великого князя Александра Михайловича военная авиационная школа[3]
- 1918 — Военно-авиационная школа Добровольческой армии[3]
- 1920 — Тренировочная школа авиации Южного фронта[3]
- 1921 — Отделение Лётной школы № 1[3]
- 1922 — Лётная школа № 1[3]
- 1923 — 1-я военная школа лётчиков имени Льва Троцкого
- 1925 — 1-я военная школа лётчиков имени А. Ф. Мясникова
- 1938 — Качинская Краснознамённая военная авиационная школа имени А. Ф. Мясникова
- 1945 — Качинское Краснознамённое военное авиационное училище лётчиков имени А. Ф. Мясникова
- 1959 — Качинское Краснознамённое высшее военное авиационное училище лётчиков имени А. Ф. Мясникова
- 1965 — Качинское высшее военное авиационное ордена Ленина, Краснознамённое училище лётчиков имени А. Ф. Мясникова

## Память
- Миг-17 в Каче;
- Бюсты лётчиков-качинцев Героев Советского Союза в посёлке Кача;
- МиГ-21 в Волгограде, установлен 2 февраля 1975 на улице Качинцев, перед входом в бывшее училище;
- МиГ-21 в Котельниково Волгоградской области, где располагался филиал училища;
- Памятник летчику С. Танову, г. Палласовка;
- Песня Николая Анисимова «Грачи прилетели».

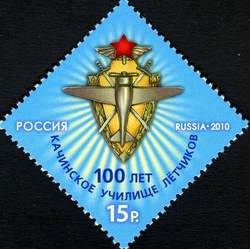
Почтовая марка 2010 года, к столетию Качинского училища.
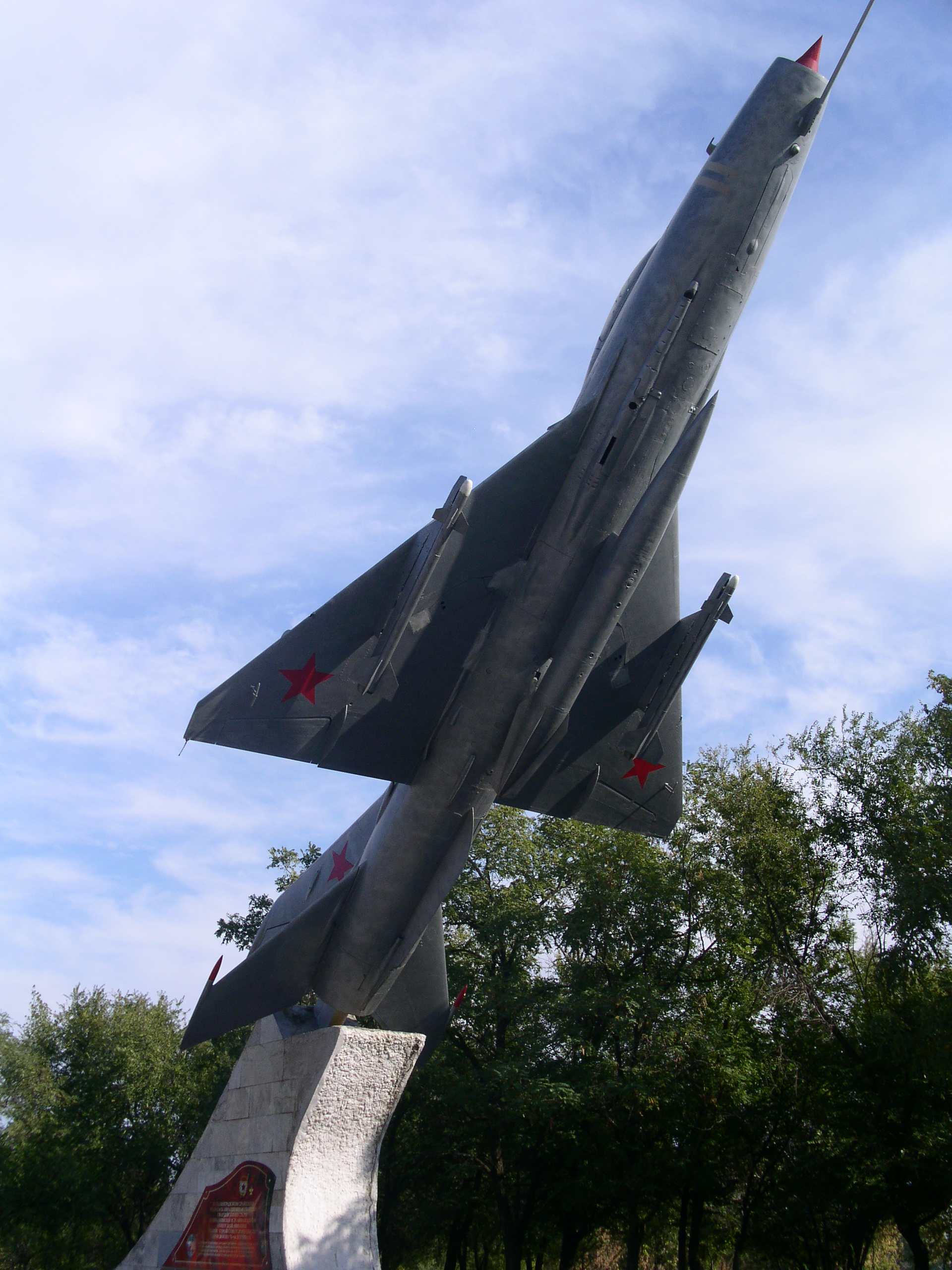
МиГ-21 Волгоград
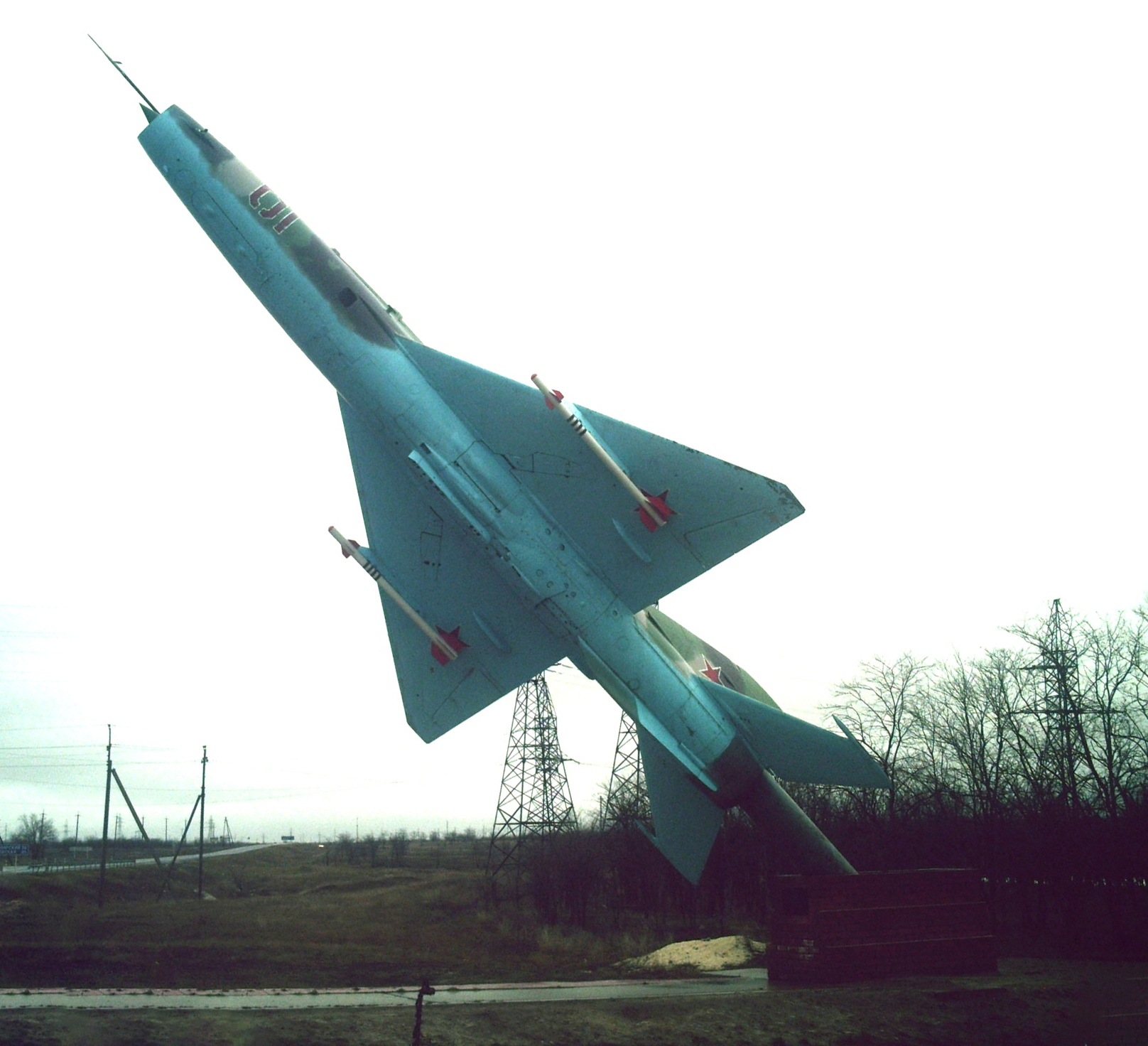
МиГ-21 Котельниково